# Lecanora demosthenesii
Lecanora demosthenesii är en lavart som beskrevs av Lumbsch & Messuti. Lecanora demosthenesii ingår i släktet Lecanora och familjen Lecanoraceae.   Inga underarter finns listade i Catalogue of Life.